# Paul Berlenbach

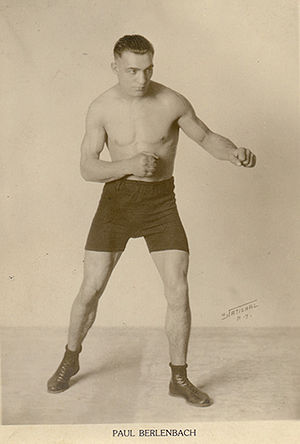
Paul Berlenbach

Paul Berlenbach (* 18. Februar 1901 in New York City, New York, Vereinigte Staaten; † 30. September 1985) war ein US-amerikanischer Boxer im Halbschwergewicht und vom 30. Mai 1925 bis 16. Juli 1926 Weltmeister.